# اتحاد الحراش
الاتحاد الرياضي لمدينة الحراش، هو نادي كرة القدم لمدينة الحراش الواقعة شرق العاصمة، تأسس النادي عام 1931 من طرف رابح صحراوي وبعض المناضلين للاستعمار الفرنسي وتجار المنطقة ومن بينهم سليمان بن حاج عيسى، تأسس النادي تحت اسم الاتحاد الرياضي لميزون كاري وتعني البيت المربع وهو الاسم القديم لمدينة الحراش ثم تغير للاتحاد الرياضي لمناجم الحراش بعد التعديل الذي وقع لجميع الأندية بسبب دخول الشركات الوطنية في تسيير الأندية.

## تأسيس اتحاد الحراش أول فريق إسلامي 1931
بدأ تاريخ نادي الاتحاد الرياضي الإسلامي لميزون كاري بالضبط سنة 1931 بحدث عنصري اتجاه شبان من حي بيلفور بأعالي مدينة الحراش عندما كان الفرنسيون يحتفلون بالذكرى 101 لاحتلالهم الجزائر كان شبان جزائريون مسلمون من حي بيلفور يلعبون مباراة في كرة القدم فيما بينهم في إحدى مساحات الحي، حينها مرت إحدى الدوريات العسكرية الفرنسية وقامت بتهديدهم بإطلاق كلابها الشرسة عليهم ان لم يوقفوا المباراة، وبعد هذه الحادثة قرر الزعيم الاسطوري والقائد الثوري الراحل رابح صحراوي بترسيم حق هؤلاء الشبان في ممارسة رياضة كرة القدم، بإنشاء ناديي الاتحاد الرياضي الإسلامي لميزون كاري، وكان بهذا أول نادي في الجزائر يكنى باسم إسلامي، كما كان له شرف حمل شعار النجمة والهلال لاولة مرة في التاريخ.
لم يكن الزعيم صحراوي وحده فقط بل كان خلفه رجال من أبناء مدينة الحراش الذين شكلوا اللبنة الأولى لنادينا العريق، نذكر منهم الحاج سليمان بن عيسى، الحاج ناصر، عبد الله قارة، عبد القادر تفاحي، بوعلام غبوب، محمد زكراوي، وتزامن تاريخ تأسيس الاتحاد الرياضي ليميزون كاري مع تاريخ ذكرى اندلاع ثورة التحرير المباركة في الفاتح من نوفمبر وكان اتحادنا اتحادا للمجاهدين الشهداء.

## الإنجازات
الدوري الجزائري (1)
كأس الجزائر (2)
1974, 1987
الوصيف: 2011

## الأداء في مسابقات الاتحاد الأفريقي
- دوري أبطال أفريقيا: 1 الظهور

1999 - الجولة الثانية
- كأس إ إ ك ق: 1 الظهور

1993 - ربع النهائي
- كأس إفريقيا للأندية الفائزة بالكؤوس: 1 الظهور

1988 - الدور الأول

## التشكيلة الحالية

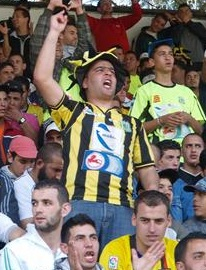
مناصر اتحاد الحراش

بتاريخ 31 مارس 2020.
ملاحظة: تشير الأعلام إلى المنتخب الوطني على النحو المحدد في قواعد الأهلية للفيفا. قد يحمل اللاعبون أكثر من جنسية واحدة غير تابعة للفيفا.
| الرقم | البلد   | المركز | اللاعب             |
| ----- | ------- | ------ | ------------------ |
| 01    | الجزائر | حارس   | فوزي شاوشي         |
| 16    | الجزائر | حارس   | عبد الرؤوف بلهانى  |
| 12    | الجزائر | مدافع  | أسامة حركات        |
| 17    | الجزائر | مدافع  | رضوان ملال         |
| 18    | الجزائر | مدافع  | عبد الجليل عبدي    |
| 6     | الجزائر | مدافع  | أنيس موحلي         |
| 25    | الجزائر | مدافع  | فارس بن عبد الرحمن |
| 14    | الجزائر | مدافع  | فيصل عبدات         |
| 15    | الجزائر | مدافع  | خالد طوبال         |
| 3     | الجزائر | مدافع  | محمد يغنى          |
| 19    | الجزائر | وسط    | حسام الدين ربوح    |
| 21    | الجزائر | وسط    | عبدالحكيم جريبع    |
| 4     | الجزائر | وسط    | بلال نايلي         |
| 10    | الجزائر | وسط    | حسين حروش          |
| 21    | الجزائر | وسط    | حسام بيوض          |
| 2     | الجزائر | وسط    | خير الدين سلامة    |
| 13    | الجزائر | وسط    | محمد كرواني        |
| 5     | الجزائر | وسط    | صلاح الدين غضبان   |
| 29    | الجزائر | وسط    | سيد علي علام       |
| 8     | الجزائر | وسط    | يحى لعبانى         |
| 23    | الجزائر | وسط    | زين الدين لعجيمي   |
| 7     | الجزائر | وسط    | زهير بن عياش       |
| 11    | الجزائر | مهاجم  | بدرالدين باهي      |
| 28    | الجزائر | مهاجم  | داود بوسيالة       |
| 26    | الجزائر | مهاجم  | محمد بوكردوح       |
| 9     | الجزائر | مهاجم  | يعقوب يخلف         |
| 27    | الجزائر | مهاجم  | زكريا أوحدة        |